# Сухонин, Пётр Петрович
Пётр Петрович Сухонин (псевдоним А. Шардин; 1820 или 1821 — 1884) — русский беллетрист, драматург. Действительный статский советник.

## Биография
Родился в в Солигаличском уезде 18 января 1820 или 1821 года в дворянской семье Костромской губернии. Отец — Пётр Иванович Сухониным (1777—1829), отставной капитан из рода Сухониных; мать — Надежда Александровна, урождённая княжна Шелешпанская (ок. 1798 — ?) из Рюриковичей.
Воспитывался в морском кадетском корпусе, из которого был выпущен мичманом в 1838 году. Служил на Черноморском и Балтийском флотах, выйдя по состоянию здоровье в отставку в 1848 году с чином лейтенанта флота. С этого же года служил в разных министерствах: народного просвещения (чиновником особых поручений при товарище министра), государственных имуществ.
Затем поступил на службу в акцизное управление Министерства финансов, был начальником отделения. С 1861 года — начальник Санкт-Петербургского табако-акцизного округа; в 1863 году был произведён в действительные статские советники.
В 1864 году разорился и вышел в отставку (за два года до пенсии). Причиной этого сам Сухонин называл коммерческий крах своей драповой фабрики (В. Р. Зотов писал, что он проиграл всё своё состояние в карты). Из-за долгов (более 110 тысяч рублей) потерял собственный дом в Петербурге и имение в Псковской губернии.
Оставшись без средств к существованию, зарабатывал на жизнь литературой и журналистикой. Соредактор журналов «Якорь» и «Оса» (1864—1865).
Печатался в «Библиотеке для чтения», «Отечественных записках», «Сыне отечества», «Русской речи», «Колосьях». Его статьи  по финансовым вопросам печатались в «Якоре», «Биржевых ведомостях», «Всемирном труде», «Русской речи». Свои художественные произведения издавал под псевдонимом А. Шардин. 
В 1880-х годах жил в Стрельне у младшего брата Сергея Петровича. От гражданского брака со вдовой Софией Михайловной Гохгейм имел дочь Анастасию. Умер от воспаления лёгких 28 июня (10 июля) 1884 года. Похоронен на Митрофаньевском кладбище Санкт-Петербурга; на памятнике надпись: «Трудился всю жизнь».
Был холост.

## Сочинения

### Романы
- Спекуляторы (Библиотека для чтения. — 1849)
- Род князей Зацепиных, или Борьба начал (Исторический роман, «Русская речь». — 1880; отдельное издание 1883; современные издания: 1995, 2010)
- Княжна Владимирская (Тараканова), или Зацепинские капиталы (исторический роман, «Русская речь» 1881, отдельно 1883, Издание книгопродавца Сократа Исакова, современные издания 1995, 2011)
- На рубеже двух столетий (исторический роман, «Век» 1883, отдельное издание 1886, современное издание 1993).

### Повести
- Верочка (1849)
- Фёдор Васильевич (1856)
- Актриса Уранова-Сандунова (1884)
- Неудавшаяся королева (1884)

### Сборники
- Исторические рассказы (Санкт-Петербург, 1884)
- Повести и рассказы (1888)

### Пьесы
- Русская свадьба в исходе XVI века (Санкт-Петербург, 1854 и 1884), поставлена в 1852.
- Русские хороводы (Санкт-Петербург, 1855)
- Деньги (1855, поставлена 1856)
- Андрей Яковлевич Щелкалов, государственный дьяк и печатник (Санкт-Петербург, 1868)

### Об экономике и финансах
- О серебряной и золотой монете (Санкт-Петербург, 1866),
- О невозможности переустройства Мариинской системы заменить устройством Тихвинской (Санкт-Петербург, 1875),
- О способах переустройства Мариинской системы (Санкт-Петербург, 1875),
- О различных проектах переустройства Мариинской системы (Санкт-Петербург, 1877).

## Экранизации
- 1909 — «Русская свадьба XVI столетия»